# Bois-Colombes
Bois-Colombes är en kommun i departementet Hauts-de-Seine i regionen Île-de-France i norra Frankrike. Kommunen ligger i kantonen Bois-Colombes som tillhör arrondissementet Nanterre. År 2022 hade Bois-Colombes 29 376 invånare.
Bois-Colombes är en av de nordvästligaste förorterna i Paris - ca 9 km från Paris centrum.

## Befolkningsutveckling
Antalet invånare i kommunen Bois-Colombes
| Referens: INSEE |